# Schlossruine Neulust

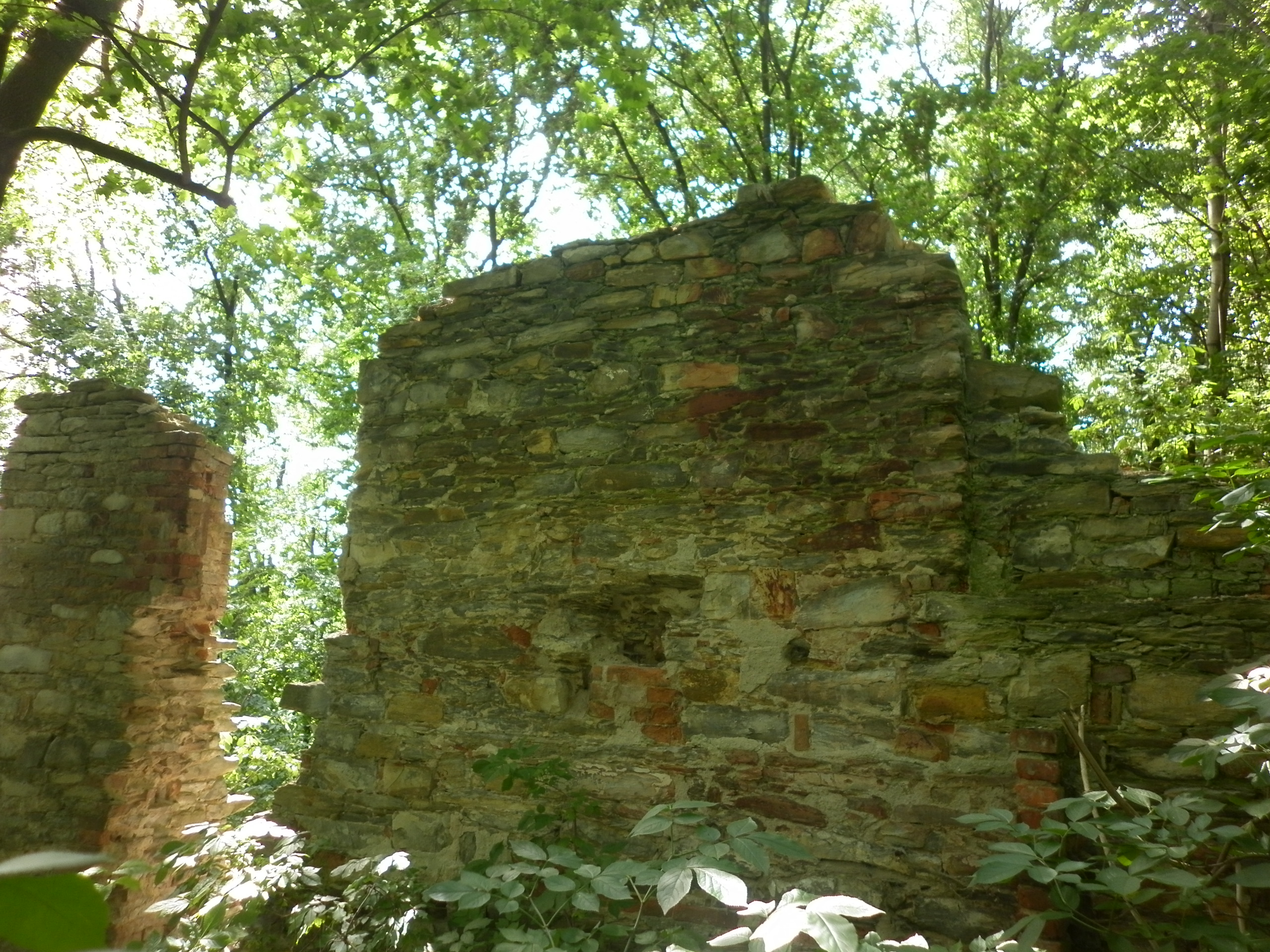
Schlossruine Neulust

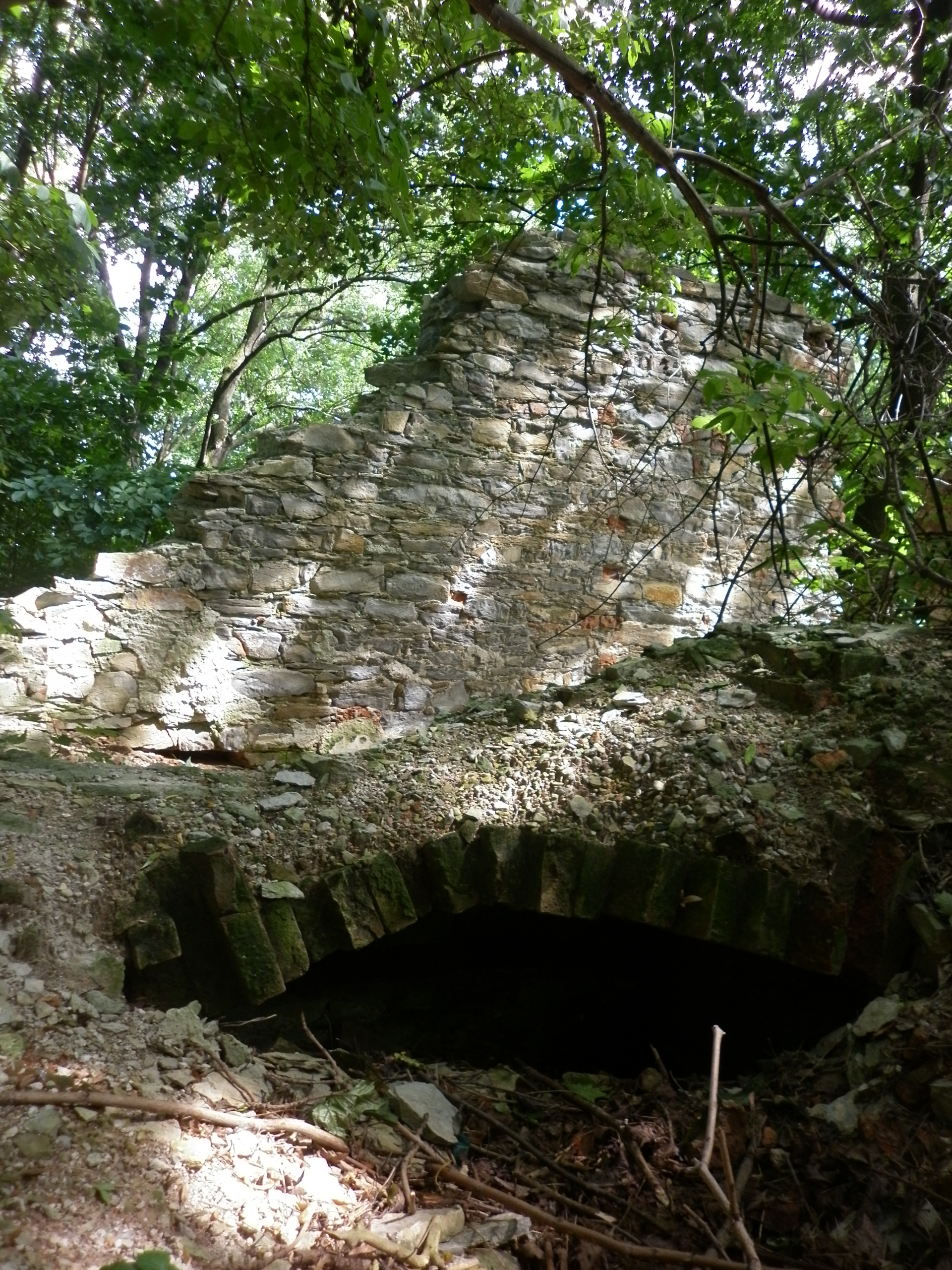
Schlossruine Neulust

Die Schlossruine Neulust, auch Theresienlust genannt, ist ein ehemaliges Jagdschlösschen in der Gemeinde Uhersko in Tschechien.

## Lage
Die von einem verwilderten Park umgebene Ruine Neulust befindet sich anderthalb Kilometer nördlich von Uhersko auf einer Kuppe (261 m n.m.) an der Straße nach Trusnov. Nordöstlich liegt der Teich Lodrant, im Südosten die ehemalige Fasanerie und Tiergarten Trusnov. Am südwestlichen Fuße steht das Hegerhaus Najlust.

## Anlage
Das Jagdschlösschen Neulust war ein im Rokokostil errichteter zweigeschossiger turmartiger Bau mit oktogonalem Grundriss und Schindeldach sowie vier Seitenflügeln. Im Erd- und Obergeschoss des Hauptgebäudes befand sich ein Saal. In einem der Seitenflügel war eine Küche untergebracht, in den anderen drei jeweils zwei Zimmer. Umgeben war das Schloss von einem kleinen Französischen Park.
Heute sind nur noch Reste von Mauern und die Gewölbekeller erhalten.

## Geschichte
Das Jagdschlösschen wurde 1790 durch den Besitzer der Herrschaft Chraustowitz, Philipp Graf Kinsky für seine Schwester Therese verw. Poniatowski nach deren Vorstellungen errichtet und ihr zu Ehren Theresienlust genannt. Kinsky nutzte das in sechs Kilometer Entfernung von seinem Landsitz Schloss Chraustowitz am Trusnower Tiergarten in seiner ansonsten waldarmen Herrschaft gelegene Schlösschen für seine Jagden. Unterhalb des Schlosshügels wurden zu Beginn des 19. Jahrhunderts einige Häuser errichtet. Karl Alexander von Thurn und Taxis, der die Herrschaft Chraustowitz 1823 von Kinsky gekauft hatte, zeigte wenig Interesse an dem Jagdschlösschen und ließ es verfallen. Im Jahre 1835 bestand die im Chrudimer Kreis gelegene Einschicht Neulust aus dem Lustschloss Neulust bzw. Theresienlust und vier weiteren Häusern.
In der Mitte des 19. Jahrhunderts stürzte ein Seitenflügel ein. 1906 fielen das Hauptgebäude und der Küchenflügel ein.